# Eulychnia breviflora

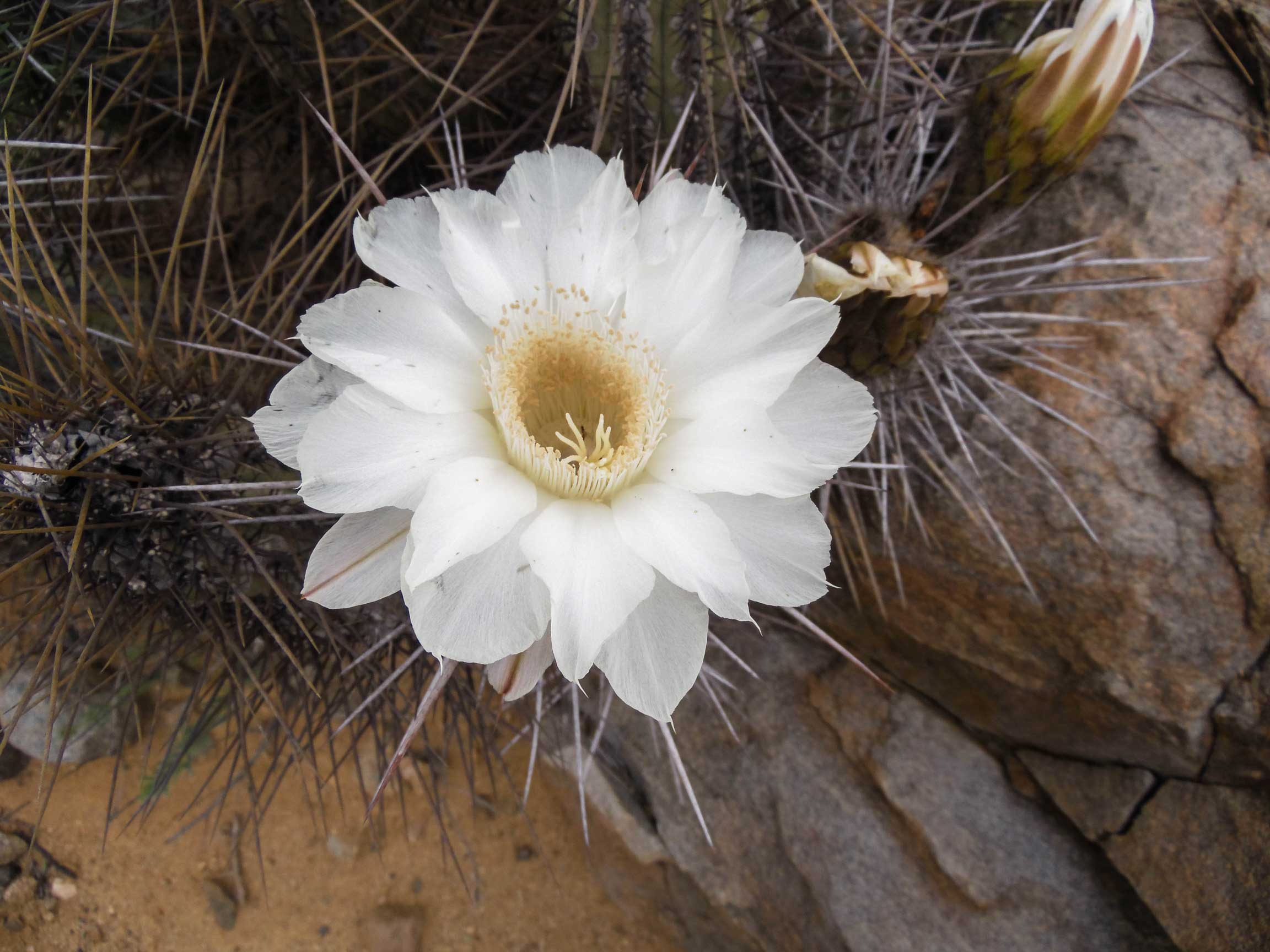
Vista de la flor del copao.

El nombre vernáculo copao alude al hábito en forma de copa de este cactus y rumpa o tuna del copado , alude desde las lenguas originarias a algo liso "rumpo" , en este caso a una estructura del cactus sin espinas (Eulychnia breviflora) es una especie fanerógama endémica de Chile, perteneciente a la familia de las Cactaceae. Se trata de una especie inusual en las colecciones.

## Descripción
Es una planta cactácea arbolada perenne carnosa con las hojas armadas de espinas y con las flores de color rosado a blanco. Su ubicación geográfica se extiende profusamente en el borde continental chileno entre los valles de Huasco Elqui Limarí y Choapa. Se diferencia del Copao Eulychnia ácida de Philippi por su menor altura y flores más voluminosas.  En las proximidades de la costa presenta frutos con abundante vellosidad, que son espinas modificadas que protegen el fruto del viento frío costero. Su tallo es idéntico al de otros copaos del territorio chileno, que se encuentran desde Iquique y hasta el valle del Aconcagua. 
Copao es el nombre que recibe, actualmente en ámbitos comerciales, el fruto de la Eulychnia acida Phil, Cactaceae, originalmente el nombre es "rumpa", en ese sentido, este término es usado extensamente en las zonas rurales de las 3 provincias de la Región de Coquimbo.

## Taxonomía
Eulychnia breviflora fue descrita por Rodolfo Amando Philippi y publicado en Florula Atacamensis seu Enumeriatio . . . 24. 1860.
Etimología
Eulychnia: nombre genérico que deriva de las palabras griegas: "εὖ" (eu) = "hermosa" y "λύχνος" (lychnos) = "lámpara", aludiendo a que es como una "hermosa antorcha".
breviflora epíteto latino que significa "con pequeñas flores".
Sinonimia
- Cereus longispinus
- Eulychnia longispina
- Eulychnia procumbens
- Eulychnia aricensis
- Eulychnia saint-pieana
- Eulychnia barquitensis
- Cereus coquimbanus K.Schum.
- Cereus panoplaeatus Monv.[4]